# 블로러주

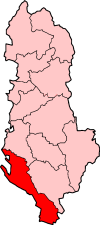
블로러 주의 위치

블로러주(알바니아어: Qarku i Vlorës)는 알바니아 남부와 남서부에 위치한 주로 주도는 블로러이다. 면적은 2,706km2, 인구는 193,361명(2001년 기준)이다. 서쪽과 남서쪽으로는 아드리아해와 접하고 있고 남쪽과 남동쪽으로는 그리스와 국경을 접한다. 북쪽으로는 피에르주, 동쪽으로는 지로카스터르 주와 접한다. 3개 현(델비너 현, 사란더 현, 블로러 현)을 관할한다.

## 인구
| 연도  | 인구    | ±%     |
| ----- | ------- | ------ |
| 1950  | 113,007 | —      |
| 1960  | 148,879 | +31.7% |
| 1969  | 183,367 | +23.2% |
| 1979  | 218,674 | +19.3% |
| 1989  | 264,556 | +21.0% |
| 2001  | 192,982 | −27.1% |
| 2011  | 175,640 | −9.0%  |
| 2023  | 146,681 | −16.5% |
| 출처: |         |        |

## 같이 보기
- 알바니아의 행정 구역